# Paris Hilton's My New BFF (seizoen 1)
Het eerste seizoen van Paris Hilton's My New BFF ging in de Verenigde Staten in première op 30 september 2008. Zestien vrouwen en twee mannen gingen de strijd aan in verschillende wedstrijden om Paris Hilton's BFF (Best Friend Forever) te kunnen worden.
Op 2 december 2008 werd Brittany Flickinger voorgesteld als Paris' nieuwe BFF.

## Status
| Deelnemers | Afleveringen | Afleveringen | Afleveringen | Afleveringen | Afleveringen | Afleveringen | Afleveringen | Afleveringen | Afleveringen | Afleveringen |
| Deelnemers | 1            | 2            | 3            | 4            | 5            | 6            | 7            | 8            | 9            | 10           |
| ---------- | ------------ | ------------ | ------------ | ------------ | ------------ | ------------ | ------------ | ------------ | ------------ | ------------ |
| Brittany   | SAFE         | SAFE         | PET          | WIN          | LOW          | WIN          | SAFE         | PET          | SAFE         | BFF          |
| Vanessa    | PET          | SAFE         | SAFE         | SAFE         | SAFE         | SAFE         | PET          | SAFE         | WIN          | TTYS         |
| Corrie     | SAFE         | WIN          | SAFE         | PET          | SAFE         | SAFE         | LOW          | SAFE         | TTYN         |              |
| Shelley    | SAFE         | LOW          | SAFE         | WIN          | WIN          | SAFE         | SAFE         | WIN          | TTYS         |              |
| Lauren     | SAFE         | SAFE         | WIN          | SAFE         | SAFE         | LOW          | SAFE         | TTYN         |              |              |
| Kayley     | SAFE         | PET          | SAFE         | SAFE         | LOW          | WIN          | TTYS         |              |              |              |
| Kiki       | LOW          | SAFE         | SAFE         | SAFE         | WIN          | TTYN         |              |              |              |              |
| Natasha    | SAFE         | SAFE         | LOW          | SAFE         | TTYN         |              |              |              |              |              |
| Zui        | SAFE         | SAFE         | SAFE         | SAFE         | TTYN         |              |              |              |              |              |
| Onch       | SAFE         | WIN          | SAFE         | TTYS         |              |              |              |              |              |              |
| Bryan      | SAFE         | SAFE         | TTYN         |              |              |              |              |              |              |              |
| Sinsu      | SAFE         | SAFE         | TTYN         |              |              |              |              |              |              |              |
| Baje       | SAFE         | TTYN         |              |              |              |              |              |              |              |              |
| Michelle   | TTYN         |              |              |              |              |              |              |              |              |              |
| Athena     | TTYN         |              |              |              |              |              |              |              |              |              |
| Erin       | TTYN         |              |              |              |              |              |              |              |              |              |
| Francisca  | TTYN         |              |              |              |              |              |              |              |              |              |
| Trisha     | TTYN         |              |              |              |              |              |              |              |              |              |

Key

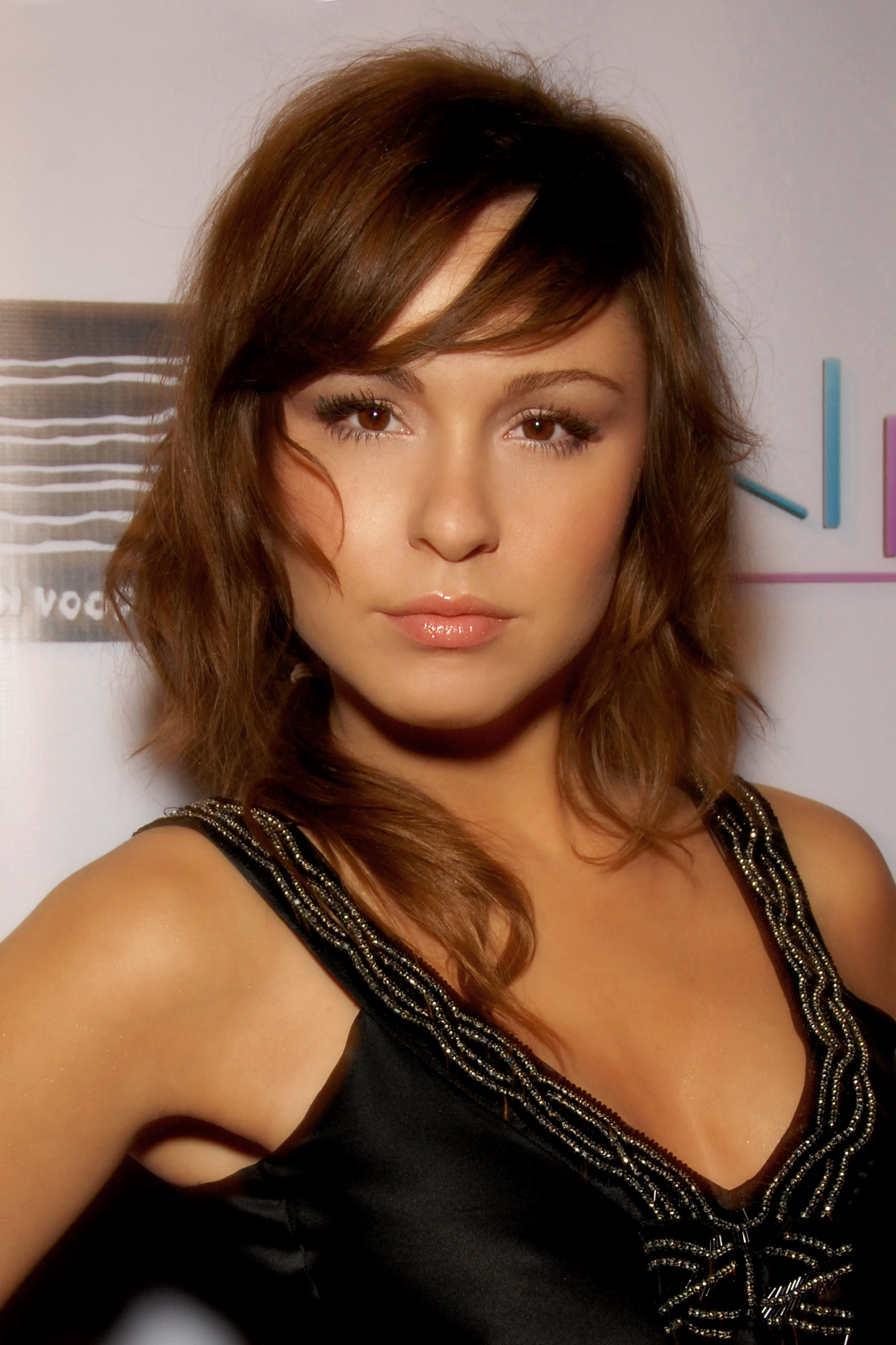
De winnaar van de show, Brittany Flickinger, komt aan op een feest in Hollywood op zes februari 2009.

 De deelnemer is vrouwelijk.
 De deelnemer is mannelijk.
 De deelnemer werd Paris' nieuwe BFF.
 De deelnemer won de wedstrijd van de aflevering en was vrijgesteld van eliminatie.
 De deelnemer won de wedstrijd, was vrijgesteld van eliminatie en werd "pet" (zie onder).
 De deelnemer werd de "pet" en was vrijgesteld van eliminatie.
 De deelnemer was de "pet" gemaakt door een andere deelnemer.
 De deelnemer was "up for discussion", werd niet geëlimineerd en werd "pet".
 De deelnemer werd in deze aflevering niet geëlimineerd.
 De deelnemer was "up for discussion" maar werd verwisseld met iemand anders, en was dus veilig.
 De deelnemer was "up for discussion" maar werd niet geëlimineerd.
 De deelnemer werd geëlimineerd door een andere deelnemer.
 De deelnemer werd geëlimineerd.
 De deelnemer werd buiten de eliminatieceremonie het programma uitgezet.
TTYN - Talk To You Never (in de Nederlandse versie Tot Nooit Meer Ziens), een afscheidsbericht voor een geëlimineerde deelnemer.
Paris zei geen "TTYN" tegen Kayley, Shelley, Onch en Vanessa bij hun eliminaties. Tegen Kiki zei ze "Talk To You Soon" (TTYS). Toen ze Bryan en Sinsu elimineerde, zei ze 'Sayonara!' (Japans voor 'tot ziens') aangezien ze in Japan waren met Natasha en Brittany.
BFF - Best Friend Forever, waar Paris in de show naar zocht.
PET - De "pet" wordt opgemerkt als Paris' favoriete deelnemer en is vrijgesteld van eliminatie. Ook wordt deze voorgetrokken. Elke aflevering koos Paris een andere pet.

### Redenen voor eliminatie
| Naam      | Reden | Aflevering waarin geëlimineerd |
| --------- | --- | ------------------------------ |
| Athena    | Gaf geen goede eerste indruk aan Paris. (Geëlimineerd zonder overleg.) | 1                              |
| Erin      | Gaf geen goede eerste indruk aan Paris. (Geëlimineerd zonder overleg.) | 1                              |
| Francisca | Gaf geen goede eerste indruk aan Paris. (Geëlimineerd zonder overleg.) | 1                              |
| Trisha    | Gaf geen goede eerste indruk aan Paris. (Geëlimineerd zonder overleg.) | 1                              |
| Michelle  | Vertrouwde Paris' make-over suggestie niet. | 1                              |
| Baje      | Deed het slecht in de 24-hourwedstrijd, kon niet goed opschieten met de anderen en respecteerde Paris niet. | 2                              |
| Bryan     | Was te verlegen en rustig. | 3                              |
| Sinsu     | Ze dronk te veel en feestte te wild. | 3                              |
| Onch      | Hij werd door de anderen de meest neppe deelnemer na Corrie genoemd en Paris dacht dat hij een spelletje speelde. | 4                              |
| Zui       | Bedreigde Corrie na een ruzie. (Werd geëlimineerd door Corrie die daartoe door Paris geïnstructeerd was.) | 5                              |
| Natasha   | Ze had een gedragsprobleem en deed het slecht in de 7 Minutes in Heaven wedstrijd. Paris vond haar respectloos omdat ze zei dat het een domme wedstrijd was.                                                                   | 5                              |
| Kiki      | Paris vond dat ze de show niet serieus nam, en ze gedroeg zich slecht tegenover de anderen. | 6                              |
| Kayley    | Paris dacht dat Kayley te veel drama naar haar leven zou brengen. (Ze was eigenlijk niet "Up for discussion", dat waren Corrie en Shelley, maar Paris vond het niet terecht dat Shelley er stond en verving haar door Kayley.) | 7                              |
| Lauren    | Onch - die met andere geëlimineerden terugkeerde voor een speciale wedstrijd - vertelde Paris dat Lauren niet meewerkte bij de wedstrijd. De andere deelnemers vonden haar ook niet aardig.                                    | 8                              |
| Shelley   | Toen ze in een nep-eliminatie zogenaamd naar huis werd gestuurd was ze daar helemaal niet van overstuur. Daarom leek het Paris beter om haar echt naar huis te laten gaan.                                                     | 9                              |
| Corrie    | Paris dacht dat Corrie zich meer zorgen maakte over zichzelf dan hun vriendschap. | 9                              |
| Vanessa   | Geen echte reden gegeven op televisie, achteraf wordt gedacht dat Paris een betere connectie met Brittany had. | 10                             |